# Ивановден
Ивановден е религиозен и народен празник, празнуван в чест на свети Йоан Кръстител.
Традиционно се отбелязва неподвижно на 7 януари по Новоюлианския календар (по стар стил, съгласно Юлианския календар, на 20 януари).

## Имен ден
Ивановден е имен ден в България, отбелязван от повече от 300 хиляди души.
Имен ден празнуват сред мъжете: Иван, Иво, Иоан, Йоан, Ивайло, Калоян, Ваньо, Йово, Йовко, Йовчо, Йото, Йотко, Йонко, Ивалин, Ивелин, Ивилин, Яни, Янислав, Яне, Янин, Янимир, Яник, Янек, Янико, Янко, Янаки, Яно, Яньо, Янчо, Янак.
Сред жените именички са: Иванка, Ивана, Ива, Иваела, Ивет, Ивета, Йоана, Йоанна, Ивалина, Йована, Иванина, Ивон, Калояна, Ивиана, Ивияна, Ванина, Ванеса, Ваненса, Венеса, Ваня, Йова, Йовка, Йовелина, Йолина, Йонка, Жана, Жанет, Ивайла, Ивена, Ивелина, Ина, Инна, Инка, Ивона, Янислава, Янимира, Яна, Янка, Янета, Яниса, Янита, Яника, Яна, Янина, Яница.

## Обичаи
Обредното къпане за здраве на Йордановден продължава и на Ивановден. В някои райони на страната то дори е по-характерно за този празник. Обредното къпане включва и разменянето на подаръци, както и гостувания и обща празнична трапеза. Народната представа за св. Йоан като покровител на кумството и побратимството определя гостуванията у кумовете. Кумците носят кравай, месо, вино. Навсякъде обредът е за младоженците, като действието се извършва от кума или девера. Затова окъпването би могло да се разглежда като елемент от следсватбените обичаи, с който се затваря широкият кръг на сватбената обредност. На този ден ергените къпят момите, къпят се и младите мъже и имениците. В Югозападна България къпят младоженките и малките момиченца на възраст до 1 година.
Денят е последният, през който ходят новогодишните маскирани дружини. В някои райони на страната коледарите отвеждат тържествено царя (предводителя на коледарската група) на улична чешма и го окъпват. После той устройва пир, на което присъстват и маскирани като мечка невести, и мъже – като баби. Накрая всички излизат на празнично хоро, с което приключва пълният цикъл на обичая Коледуване.

## Кукерски ритуали/Луди булки
Много важен аспект (особено в Северна България) от традиционните ивановденските обичаи и ритуали е появата в ранно утро на маскирани и предрешени (специално преоблечени) мъже с маски, които, преминавайки от дом на дом, със своите игри, музика и ритуали донасят разнообразие. Има радост и сигнал, че е време студът и снегът да отстъпят на първите пролетни лъчи и новото начало. Кукерските игри и ритуали се различават за всеки район, но въобще целта им е да прогонят злите сили и да донесат здраве и берекет нея година.